# SN 1972Q
SN 1972Q – supernowa typu II-P odkryta 17 grudnia 1972 roku w galaktyce NGC 4254. Jej maksymalna jasność wynosiła 15,80m.